# Wroughtonia plana
Wroughtonia plana – gatunek błonkówki  z rodziny męczelkowatych i podrodziny Helconinae.
Gatunek ten opisali po raz pierwszy Khuat Dang Long, Cornelis van Achterberg, James M. Carpenter i Nguyen Thi Oanh w 2020 roku. Opisu dokonali na podstawie pojedynczej samicy, odłowionej w czerwcu 2008 roku w Rezerwacie przyrody Copia na terenie dystryktu Thuận Châu wietnamskiej prowincji Sơn La.
Błonkówka ta ma ciało o długości 7,8 mm, przednie skrzydło o długości 7,3 mm i oraz osłonkę pokładełka o długości 7,7 mm. Ubarwiona jest głównie czarno. 31-członowe czułki są brązowe z jasnożółtymi członami od trzynastego do dziewiętnastego. Głaszczki są żółte. Długość głaszczków szczękowych jest 1,75 raza większa niż głowy. Czoło cechuje się przysadzistym guzkiem o wysokości wyższej niż boczne listewki czołowe. Głowa patrząc od góry jest 1,5 raza szersza niż długa. Wysokość oczu złożonych jest 1,9 raza większa od wysokości skroni. Długość mezosomy jest 2,3 raza większa niż jej wysokość. Wąskie, z rzadka powykrawane notauli zlewają się ku tyłowi z żeberkiem środkowym. Powierzchnia pozatułowia jest matowa, bokami poprzecznie pomarszczona, zaopatrzona w nasadowe żeberko i matową areolę. Skrzydła mają żółtawą błonę oraz brązowe żyłki i pterostygmę. Użyłkowanie przedniego skrzydła cechuje się żyłką 3-SR 1,45 raza dłuższą od żyłki radialnej oraz żyłką 2-M 2,1 raza dłuższą od żyłki 3-SR. Z kolei w skrzydle tylnym długość żyłki 1-M wynosi 0,7 długości pierwszej żyłki radialno-medialnej (1r-m). Na krawędzi tylnego skrzydła występują cztery zaszczepki. Odnóża przedniej i środkowej pary są całkiem żółte, zaś tylnej pary żółte z brązowymi wierzchołkami ud i goleni oraz rozjaśnionymi stopami. Tylne uda mają na spodzie piłkowanie i ostry guzek; nie licząc tychże są 3,8 raza dłuższe niż szerokie. Metasoma jest brązowa. Grzbietowe żeberko na pierwszym tergicie metasomy sięga do 0,6 jego długości.
Owad orientalny, znany wyłącznie z lokalizacji typowej w północno-zachodnim Wietnamie.